# توسعه فناوری
توسعۀ فناوری (به انگلیسی: Technological development) فرآیند کلی اختراع، نوآوری و انتشار فناوری یا فرآیندها است. در اصل، توسعۀ فناوری، اختراع فناوری‌ها (از جمله فرآیندها) و تجاری‌سازی یا انتشار آن‌ها به‌شکل متن باز از طریق تحقیق و توسعه (ایجاد فناوری‌های نوپدید)، بهبود مستمر فناوری‌ها (که درطی آن اغلب ارزان‌تر می‌شوند) و انتشار فناوری‌ها در سراسر صنعت یا جامعه (که گاهی شامل تحول‌آفرینی و همگرایی می‌شود) را پوشش می‌دهد. به‌طور خلاصه، توسعۀ فناوری برپایۀ فناوری بهتر و بیشتر است.

## توسعهٔ فناوری و نوآوری
توسعهٔ فناوری را می‌توان نخست به‌عنوان مجموعه عناصری تعریف کرد که بهبود روش‌های تولید و افزایش بهره‌وری را ممکن می‌سازند. از نظر اقتصاددانان، «هر چیزی است که تولید را بدون تغییر در مقدار فاکتورهای تولید استفاده‌شده افزایش دهد».

## مدل‌سازی توسعۀ فناوری
نخست، توسعۀ فناوری با "مدل خطی نوآوری" نشان داده می‌شد، که اکنون عمدتاً کنار گذاشته شده‌است تا با مدلی از توسعۀ فناوری که شامل نوآوری در همه مراحل تحقیق، توسعه، انتشار و به‌کارگیری است، جایگزین شود. هنگامی که در مورد "مدل‌سازی توسعۀ فناوری" صحبت می‌شود، این اغلب به معنای فرآیند نوآوری است. این فرآیند بهبود مستمر اغلب به‌عنوان یک منحنی مدل‌سازی می‌شود که کاهش هزینه‌ها را در طول زمان نشان می‌دهد (به‌عنوان مثال پیل سوختی که هر سال ارزان‌تر می‌شود). توسعۀ فناوری همچنین اغلب با استفاده از یک منحنی یادگیری مدل‌سازی می‌شود، به‌عنوان مثال: Ct=C0 * Xt^-b
توسعۀ فناوری خود اغلب در مدل‌های دیگر (مثلاً مدل‌های تغییر آب‌وهوا) گنجانده می‌شود و اغلب به‌عنوان یک عامل برون‌زا درنظر گرفته می‌شود. امروزه توسعۀ فناوری بیشتر به‌عنوان یک عامل درون‌زا درنظر گرفته می‌شود. این بدان معناست که به‌عنوان چیزی درنظر گرفته می‌شود که می‌توانید بر آن تأثیر بگذارید. امروزه بخش‌هایی وجود دارند که سیاستی را حفظ می‌کنند که می‌تواند بر سرعت و جهت توسعۀ فناوری تأثیر بگذارد. برای مثال، طرفداران فرضیه توسعۀ فناوری القایی بیان می‌کنند که سیاست‌گذاران می‌توانند با تأثیرگذاری بر قیمت‌های عوامل نسبی، مسیر پیشرفت‌های فناوری را هدایت کنند و این را می‌توان در نحوه تأثیرگذاری سیاست‌های آب‌وهوایی بر استفاده از انرژی سوخت‌های فسیلی نشان داد، به‌ویژه اینکه چگونه انرژی نسبتاً گران‌تر می‌شود. تا به حال، شواهد تجربی در مورد وجود اثرات نوآوری ناشی از سیاست هنوز وجود ندارد و این ممکن است به دلایل مختلفی خارج از پراکندگی مدل‌ها نسبت داده شود (مانند عدم قطعیت سیاست بلندمدت و محرک‌های برون‌زای نوآوری (جهت‌دار)). یک مفهوم مرتبط، مفهوم تغییر فنی جهت‌دار با تاکید بیشتر بر روی اثرات جهتی ناشی از قیمت به جای اثرات مقیاس ناشی از سیاست است.

### اختراع
ایجاد چیزی جدید، یا یک فناوری "پیشرفت". این اغلب در فرآیند توسعه محصول گنجانده می‌شود و بر تحقیقات متکی است. این را می‌توان در اختراع نرم‌افزار صفحه گسترده نشان داد. فناوری‌های جدید اختراع‌شده به طور معمول ثبت اختراع می‌شوند.

### انتشار نوآوری
انتشار به توسعه یک فناوری از طریق یک جامعه یا صنعت مربوط می‌شود. انتشار یک نظریه فناوری عموماً از یک منحنی Sشکل پیروی می‌کند زیرا نسخه‌های اولیه فناوری نسبتاً ناموفق هستند، به دنبال آن دوره‌ای از نوآوری موفق با سطوح بالای پذیرش و در نهایت کاهش پذیرش به‌عنوان یک فناوری به حداکثر پتانسیل خود در یک بازار در مورد رایانه شخصی، راه را فراتر از خانه‌ها و محیط‌های تجاری، مانند ایستگاه‌های کار اداری و ماشین‌های سرور برای میزبانی وب‌سایت‌ها باز کرده‌است.

## اقتصاد
در علم اقتصاد، توسعهٔ فناوری، یک تغییر شدنی در مجموعه امکانات تولید است.
یک نوآوری فناورانه، بنابر جان هیکس (۱۹۳۲) ثابت هیکس است، اگر تغییر در فناوری نسبت محصول نهایی سرمایه به محصول نهایی نیروی کار را برای نسبت سرمایه به نیروی کار معین تغییر ندهد. یک نوآوری فناورانه، ثابت هرود است (بنابر روی هرود) اگر فناوری نیروی کار را افزایش دهد (یعنی به کار کمک کند). اگر فناوری افزایش‌دهنده سرمایه باشد (یعنی به سرمایه کمک کند)، ثابت سولو است.